# Episodi di Quell'uragano di papà (ottava stagione)
L'ottava e ultima stagione della serie televisiva Quell'uragano di papà è andata in onda negli Stati Uniti dal 22 settembre 1998 al 25 maggio 1999 sul canale ABC.
In Italia è andata in onda su Rai 2.
| nº | Titolo originale                   | Titolo italiano Disney+                    | Prima TV USA      | Prima TV Italia |
| -- | ---------------------------------- | ------------------------------------------ | ----------------- | --------------- |
| 1  | Whitewater                         | Rafting                                    | 22 settembre 1998 |                 |
| 2  | Adios                              | Adiós                                      | 29 settembre 1998 |                 |
| 3  | All in the Family                  | Tutto in famiglia                          | 6 ottobre 1998    |                 |
| 4  | Taylor Got Game                    | Taylor ci sa fare                          | 13 ottobre 1998   |                 |
| 5  | Al's Fair Lady                     | La bella dama di Al                        | 20 ottobre 1998   |                 |
| 6  | Bewitched                          | Stregato                                   | 27 ottobre 1997   |                 |
| 7  | Not-So-Great Scott                 | Scott non è un granché                     | 3 novembre 1998   |                 |
| 8  | Tim's First Car                    | La prima auto di Tim                       | 10 novembre 1998  |                 |
| 9  | Mr. Likeable                       | Il signor Adorabile                        | 17 novembre 1998  |                 |
| 10 | Thanks, but No Thanks              | Grazie lo stesso                           | 24 novembre 1998  |                 |
| 11 | Home for the Holidays              | A casa per le feste                        | 8 dicembre 1998   |                 |
| 12 | Ploys for Tots                     | I trucchi delle gemelle                    | 15 dicembre 1998  |                 |
| 13 | Chop Shop 'Til You Drop            | Sotto copertura                            | 5 gennaio 1999    |                 |
| 14 | Home Alone                         | Il blocco dello scrittore                  | 19 gennaio 1999   |                 |
| 15 | Knee Deep                          | Il ginocchio                               | 2 febbraio 1999   |                 |
| 16 | Mark's Big Break                   | La grande chance di Mark                   | 9 febbraio 1999   |                 |
| 17 | Young at Heart                     | Giovane dentro                             | 16 febbraio 1999  |                 |
| 18 | Love's Labor Lost (Part 1)         | Amore difficile (prima parte)              | 23 febbraio 1999  |                 |
| 19 | Love's Labor Lost (Part 2)         | Amore difficile (seconda parte)            | 2 marzo 1999      |                 |
| 20 | Neighbors                          | Vicini di casa                             | 16 marzo 1999     |                 |
| 21 | A Hardware Habit to Break          | Difficile abbandonare la ferramenta        | 30 marzo 1999     |                 |
| 22 | Loose Lips and Freudian Lips       | Lingua lunga e lapsus freudiani            | 4 maggio 1999     |                 |
| 23 | Trouble-a-Bruin                    | Rientro anticipato?                        | 11 maggio 1999    |                 |
| 24 | Dead Weight                        | Peso Morto                                 | 18 maggio 1999    |                 |
| 25 | The Long and Winding Road (Part 1) | La strada lunga e tortuosa (prima parte)   | 18 maggio 1999    |                 |
| 26 | The Long and Winding Road (Part 2) | La strada lunga e tortuosa (seconda parte) | 25 maggio 1999    |                 |
| 27 | The Long and Winding Road (Part 3) | La strada lunga e tortuosa (terza parte)   | 25 maggio 1999    |                 |
| 28 | Backstage Pass                     | Pass per il backstage                      | 25 maggio 1999    |                 |

## Rafting
- Titolo originale: Whitewater
- Diretto da: Geoffrey Nelson
- Scritto da: Bruce Ferber e Lloyd Garver

### Trama
Jill fa una sorpresa a Tim, Wilson, Al e Heidi, portandoli a fare rafting sul fiume per il compleanno di Tim, ma lui vorrebbe solo rilassarsi. Intanto, Brad e Mark cercano di togliere una macchia di bibita all'uva dal divano.
- Guest star: Michael Cudlitz (Kyle), Laurel Green (Luanne), Chris Stacy (Cub)

## Adiós
- Titolo originale: Adios
- Diretto da: Geoffrey Nelson
- Scritto da: Jon Vandergriff

### Trama
Quando Randy viene inaspettatamente scelto per un progetto di studi ambientali in Costa Rica della durata di un anno, Tim e Jill hanno difficoltà a lasciarlo partire. Nel frattempo, a Tool Time, si tengono dei provini per il testo della sigla di Tool Time.
- Guest star: Courtney Peldon (Lauren), Dennis Cockrum (Wade Waller), Shelby Grimm (Membro dei Flanellini #1), Harry J. Campbell (Membro dei Flanellini #2), William T. Lewis (Membro dei Flanellini #3), Tim Reeder (Membro dei Flanellini #4), Steffon Sam, Jr. (L.L. Tool J), Sam Sarpong (Grand Master Bath)

## Tutto in famiglia
- Titolo originale: All in the Family
- Diretto da: Geoffrey Nelson
- Scritto da: Elliot Shoenman e Marley Sims

### Trama
I piani di Tim e Jill di passare un po' di tempo insieme vengono interrotti quando il fratello di Tim e la sorella di Jill annunciano di stare insieme.
- Guest star: Tudi Roche (Carrie Patterson), Thom Sharp (Jeff Taylor)

## Taylor ci sa fare
- Titolo originale: Taylor Got Game
- Diretto da: Geoffrey Nelson
- Scritto da: Jonathan Pollack

### Trama
Mentre Brad studia per il suo esame, un amico di Wilson gli offre una possibilità di fare il calciatore professionista in Europa.
- Guest star: Simon Templeman (Simon Downing-Chubb)

## La bella dama di Al
- Titolo originale: Al's Fair Lady
- Diretto da: Geoffrey Nelson
- Scritto da: Tracy Gamble

### Trama
Jill è preoccupata quando la nuova fidanzata ricca di Al continua a fargli regali stravaganti perché la loro relazione continui.
- Guest star: Megan Cavanagh (Trudy McHale), David Haskell (Smitty)

## Stregato
- Titolo originale: Bewitched
- Diretto da: Geoffrey Nelson
- Scritto da: Jennifer Celotta e Adam England

### Trama
A una festa di Halloween, Tim incoraggia Wilson a lasciare la sua fidanzata, che afferma di essere una strega. Ma, una volta che l'ha lasciata, lui sparisce misteriosamente. Tim incolpa la strega, ma quando arriva la polizia, Tim viene accusato della scomparsa di Wilson.
- Guest star: Natalija Nogulich (Agatha), Richard Riehle (Detective Roberts), David Starzyk (Detective MacIntyre), Robert Neches (Investigatore forense), Laura Hauser (Voce di Mozart), Milton Canady (Morgan), Jeff Steck (Detective della omicidi)

## Scott non è un granché
- Titolo originale: Not-So-Great Scott
- Diretto da: Peter Bonerz
- Scritto da: Laurie Gelman

### Trama
Quando Tim sente Jill dire che una delle sue pazienti ha una storia con il marito di Heidi, Tim ha difficoltà a non dirlo a Heidi.
- Guest star: Mark Dobies (Scott Keppert), Hillary Danner (Wendy Reynolds), Vasili Bogazianos (Antonio), Channing Chase (Marcy)

## La prima auto di Tim
- Titolo originale: Tim's First Car
- Diretto da: Peter Bonerz
- Scritto da: Kim Flagg e David Maples

### Trama
Quando la prima auto di Tim viene demolita sotto i suoi occhi da uno sfasciacarrozze, Jill decide di trovare una replica di quel modello. Intanto, Mark aiuta Brad a girare un video per le sue domande di iscrizione al college.
- Guest star: Dennis Burkley (Larry)

## Il signor Adorabile
- Titolo originale: Mr. Likeable
- Diretto da: Peter Bonerz
- Scritto da: Adam England

### Trama
Tim è infelice quando Al recita in un film TV con Morgan Fairchild. Intanto, Mark cerca di ottenere l'affetto della ragazza più bella della sua classe ascoltandola mentre parla dei suoi problemi.
- Guest star: Morgan Fairchild (se stessa), Bobby Slayton (Roy Becker), Courtnee Draper (Erica), Pete Gardner (Fred), Ron Fassler (regista), Layne Beamer (Ted), Artie Anderson (Applauditore)

## Grazie lo stesso
- Titolo originale: Thanks, but No Thanks
- Diretto da: Peter Bonerz
- Scritto da: Jonathan Pollack

### Trama
Tim invita suo fratello Marty e le sue due gemelle a vivere con lui quando scopre che Marty e sua moglie Nancy si sono separati.
- Guest star: William O'Leary (Marty Taylor), Blake Clark (Harry Turner), Jimmy Labriola (Benny Baroni), Ashley Trefger (Gracie Taylor), Lindsey Trefger (Claire Taylor)

## A casa per le feste
- Titolo originale: Home for the Holidays
- Diretto da: Peter Bonerz
- Scritto da: Jonathan Pollack

### Trama
Randy torna dalla Costa Rica per Natale e scopre che molte cose sono cambiate in sua assenza e la vita è andata avanti senza di lui.
- Guest star: Bonnie Bartlett (Lucille Taylor), William O'Leary (Marty Taylor), Thom Sharp (Jeff Taylor), Megan Cavanagh (Trudy McHale), Lindsey Trefger (Claire Taylor), Ashley Trefger (Gracie Taylor)

## I trucchi delle gemelle
- Titolo originale: Ploys for Tots
- Diretto da: Peter Bonerz
- Scritto da: Laurie Gelman

### Trama
Tim e Jill cercano di insegnare a Marty il miglior modo di fare il genitore quando una delle gemelle continua a fare capricci per averla vinta.
- Guest star: William O'Leary (Marty Taylor), Ashley Trefger (Gracie Taylor), Lindsey Trefger (Claire Taylor), Darnell Suttles (Bill – Concorrente #1), Joel Stoffer (Wally – Concorrente #2), Dom Irrera (Ed – Concorrente #3), Richard Willgrubs (Commesso), Kath Soucie (Voce urlante di Claire Taylor)

## Sotto copertura
- Titolo originale: Chop Shop ‘Til You Drop
- Diretto da: Shawn Shea
- Scritto da: David Maples

### Trama
Quando Brad prende finalmente la sua prima auto, passa tutto il tempo in macchina, finché non viene rubata e smantellata per venderne i pezzi. Tim vuole scoprire i ladri a tutti i costi, quindi lui e Al vanno in incognito in un negozio di ricambi per trovare i ladri.
- Guest star: Kathryn Joosten (Thelma McCready), Brent Hinkley (Carl), Holly Maples (Tiffany Gutierrez), Mike Grief (George), Dan Tullis Jr. (Agente di polizia), Adrienne Evans (Poliziotta)

## Il blocco dello scrittore
- Titolo originale: Home Alone
- Diretto da: Geoffrey Nelson
- Scritto da: Jennifer Celotta e Adam England

### Trama
Tim è preoccupato quando resta solo a scrivere il suo libro.
- Guest star: Gedde Watanabe (Nobo Nakamura), Thomas Bankowski (Kenny), Nikki Cortez (Delilah), Leeza Gibbons (se stessa), Jay Leno (se stesso), Oprah Winfrey (se stessa)

## Il ginocchio
- Titolo originale: Knee Deep
- Diretto da: Peter Filsinger
- Scritto da: Jonathan Pollack

### Trama
Brad incolpa Tim di aver potenzialmente rovinato la sua carriera calcistica quando si fa male al ginocchio inciampando su un tappeto arrotolato durante delle riprese di Tool Time a casa. Gli illusionisti Penn & Teller sono ospiti di Tool Time.
- Guest star: Penn Jillette (se stesso), Raymond Teller (se stesso), William O'Leary (Marty Taylor), Francesca P. Roberts (Marge), Robert Neches (Dr. Brown)

## La grande chance di Mark
- Titolo originale: Mark's Big Break
- Diretto da: Geoffrey Nelson
- Scritto da: Tracy Gamble

### Trama
Tim commissiona a Mark un video per celebrare il completamento della sua Hot Rod. Quando Tim è deluso del risultato, Mark gira una nuova versione, con un numero di danza accompagnato da "Greased Lightning."
- Guest star: William O'Leary (Marty Taylor), Tom La Grua (Eddie McCormack), Patrick Cronin (Sparky), Lindsey Trefger (Claire Taylor), Ashley Trefger (Gracie Taylor), Kady Deibel (Christy), Troy Christian (Kirby), Nathan Prevost (Brett), Aurorah Allain (Ballerina), Joaquín Escamilla (Ballerino), Roosevelt Flenoury (Ballerino)

## Giovane dentro
- Titolo originale: Young at Heart
- Diretto da: Geoffrey Nelson
- Scritto da: Bruce Ferber e Lloyd Garver

### Trama
Jill si arrabbia quando Tim passa troppo tempo con il suo nuovo meccanico donna nei giorni precedenti il loro anniversario.
- Guest star: Jenny McCarthy-Wahlberg (Alex), Vasili Bogazianos (Antonio), William O'Leary (Marty Taylor), Ty Hillman (Ty Cisco), Dean Haglund (Guy), Richard Jenik (Greg)

## Amore difficile (prima parte)
- Titolo originale: Love's Labor Lost (Part 1)
- Diretto da: Peter Bonerz
- Scritto da: Elliot Shoenman e Marley Sims

### Trama
I piani per una gita a sciare vengono rimandati quando Jill deve sottoporsi a un'isterectomia d'urgenza. Tim l'aiuta ad affrontare la situazione, ma è terrorizzato quando sorgono delle complicazioni durante l'intervento.
- Guest star: Joel Higgins (Dr. Lloyd Fields), Debra Engle (Receptionist), William O'Leary (Marty Taylor), Tammy Lauren (Patty), Lorna Scott (Judy), Sonya Eddy (Gayle), Roland Kickinger (Dolph Schnetterling), Ally Wolfe (Anestesista), Stephanie Fudge (Inserviente), Lowell Sanders (Infermiere)

## Amore difficile (seconda parte)
- Titolo originale: Love's Labor Lost (Part 2)
- Diretto da: Peter Bonerz
- Scritto da: Elliot Shoenman e Marley Sims

### Trama
Tim aspetta notizie sull'intervento chirurgico di Jill. Jill starà bene, anche se hanno dovuto rimuovere completamente le ovaie, non parzialmente come previsto. La madre di Jill viene a trovarla per aiutare a prendersi cura di lei e con i suoi sbalzi d'umore.
- Guest star: Joel Higgins (Dr. Lloyd Fields), Jeanette Miller (Volontaria), Kathy Byron (Infermiera), Polly Holliday (Lillian Patterson)

## Vicini di casa
- Titolo originale: Neighbors
- Diretto da: Patricia Richardson
- Scritto da: Drew Levin

### Trama
L'amicizia tra Tim e Wilson viene messa alla prova quando Wilson vince 10.000 dollari e decide di costruire una complessa serra nel suo giardino, ostruendo la vista della famiglia Taylor.
- Guest star: Andreana Weiner (Jenny), Milton Canady (Milton), Kate Levering (Ragazza), Josh Wolf (Usciere), David Courtney (Joe Louis, speaker dello stadio)

## Difficile abbandonare la ferramenta
- Titolo originale: A Hardware Habit to Break
- Diretto da: Peter Bonerz
- Scritto da: Jon Vandergriff

### Trama
Harry annuncia che andrà in pensione e venderà il negozio di ferramenta. Tim organizza una festa per raccogliere fondi per il negozio, ma finisce per comprarlo lui stesso. Ma quando i clienti diminuiscono, Tim si chiede cosa stia sbagliando.
- Guest star: Blake Clark (Harry Turner), William O'Leary (Marty Taylor), Thom Sharp (Jeff Taylor), Jimmy Labriola (Benny Baroni), Tom La Grua (Eddie McCormack), Casey Sander (Rock Lannigan), Patrick Cronin (Sparky), Shirley Prestia (Delores Turner), Pat Asanti (Sig. Cobb)

## Lingua lunga e lapsus freudiani
- Titolo originale: Loose Lips and Freudian Lips
- Diretto da: Tim Allen
- Scritto da: Kim Flagg

### Trama
La tesi di Jill è davanti alla commissione. Durante la proiezione dei film per la scuola di Mark, il professore di Psicologia di Jill la vede criticare Mark e Jill teme che ciò influenzerà la decisione della commissione sulla sua tesi.
- Guest star: Peter Michael Goetz (Dr. Hanover), Rondi Reed (Dr. Miller), Kyle Sabihy (Gregory), Brant von Hoffman (se stesso), Todd Von Hoffmann (se stesso), Lyn Alicia Henderson (Sig.ra Gamble), Chelsea Jones (Emily Hanover)

## Rientro anticipato?
- Titolo originale: Trouble-a-Bruin
- Diretto da: Andrew Tsao
- Scritto da: Tracy Gamble e David Maples

### Trama
I problemi crescono a Tool Time quando Bud ordina che nessun prodotto non Binford venga usato nello show. Brad deve decidere se giocare a calcio prima del rientro previsto o meno quando ha un'occasione per giocare davanti a un osservatore della UCLA.
- Guest star: Steve Vinovich (Dr. Hennessy), Fred Sanders (Steve Smith), Steven Barr (Allenatore), David Reivers (Osservatore), Bridgette Cameron (Receptionist), Milton Canady (Milton)

## Peso Morto
- Titolo originale: Dead Weight
- Diretto da: Geoffrey Nelson
- Scritto da: Jennifer Celotta

### Trama
Tool Time continua a essere un gioiello nonostante la presenza continua ed eccessiva del nome Binford. Le cose diventano rapidamente tristi quando Al decide di invitare sua madre a cena fuori per dirle che si sposa… e lei ha un infarto e muore.
- Guest star: Megan Cavanagh (Trudy McHale), Charles Robinson (Bud Harper), Danny Zorn (Morgan Wandell), William O'Leary (Marty Taylor), Jimmy Labriola (Benny Baroni), Vasili Bogazianos (Antonio), Nick Ullett (Dirk Brodsky), Keith Lehman (Cal Borland), Uwe Schwarzwalder (Cliente del ristorante)

## La strada lunga e tortuosa (prima parte)
- Titolo originale: The Long and Winding Road (Part 1)
- Diretto da: Andy Cadiff
- Scritto da: Laurie Gelman

### Trama
Il nuovo produttore di Tool Time, Morgan, mette in scena una rissa in stile Jerry Springer durante lo show. Quando lui si rifiuta di smettere di degradare il programma, Tim si licenzia. Il professore di Psicologia di Jill le offre un lavoro fantastico, nell'Indiana.
- Guest star: Peter Michael Goetz (Dr. Hanover), Danny Zorn (Morgan Wandell), William O'Leary (Marty Taylor), Tom McCleister (Butch), John Putch (Dan), Wendie Jo Sperber (Sue), Susanne Wright (Dolly), Stan Sellers (Robbie), Berlinda Tolbert (Noreen)

## La strada lunga e tortuosa (seconda parte)
- Titolo originale: The Long and Winding Road (Part 2)
- Diretto da: Jim Praytor
- Scritto da: Carmen Finestra e Billy Riback

### Trama
Mentre Tim accompagna i ragazzi a scuola, ricordano insieme alcuni momenti degli ultimi otto anni.

## La strada lunga e tortuosa (terza parte)
- Titolo originale: The Long and Winding Road (Part 3)
- Diretto da: John Pasquin
- Scritto da: Bruce Ferber, Lloyd Garver e Marley Sims

### Trama
Tim registra il suo ultimo episodio di Tool Time, con vari ospiti.. e Heidi incinta. Morgan offre a Tim più soldi e il ruolo di produttore esecutivo per convincerlo a restare nel programma, ma Tim rifiuta l'offerta. Jill prende una decisione sull'offerta di lavoro nell'Indiana. Wilson e Tim abbattono la loro staccionata per fare spazio per il matrimonio di Al e Trudy. Harry e Delores tornano per la felice circostanza, mentre Benny, Marty e Jeff scommettono sul risultato. I Taylor decidono di trasferirsi nell'Indiana, portando la loro casa con loro nel progetto edilizio definitivo... O è solo frutto dell'immaginazione di Tim?
- Guest star: Mario Andretti (se stesso), Megan Cavanagh (Trudy McHale), Blake Clark (Harry Turner), Patrick Cronin (Sparky), Al Fann (Felix Myman), Janeen Rae Heller (se stessa), Mickey Jones (Pete Bilker), Jimmy Labriola (Benny Baroni), Tom La Grua (Eddie McCormack), Keith Lehman (Cal Borland), John 'Juke' Logan (se stesso), Gary McGurk (Dwayne Hoover), William O'Leary (Marty Taylor), Shirley Prestia (Delores Turner), Casey Sander (Rock Lannigan), Thom Sharp (Jeff Taylor), Danny Zorn (Morgan Wandell)

## Pass per il backstage
- Titolo originale: Backstage Pass
- Diretto da: Geoffrey Nelson
- Scritto da: Chris Carlisle e Billy Riback

### Trama
Un dietro le quinte degli ultimi otto anni con il cast e le scene tagliate.
- Guest star: Mario Andretti (se stesso), Megan Cavanagh (Trudy McHale), Blake Clark (Harry Turner), Patrick Cronin (Sparky), Al Fann (Felix Myman), Janeen Rae Heller (se stessa), Mickey Jones (Pete Bilker), Jimmy Labriola (Benny Baroni), Tom La Grua (Eddie McCormack), Keith Lehman (Cal Borland), John 'Juke' Logan (se stesso), Gary McGurk (Dwayne Hoover), William O'Leary (Marty Taylor), Shirley Prestia (Delores Turner), Casey Sander (Rock Lannigan), Thom Sharp (Jeff Taylor), Danny Zorn (Morgan Wandell)